# Louisville (Ohio)
Louisville ist eine City im Stark County im US-Bundesstaat Ohio. Das U.S. Census Bureau ermittelte bei der Volkszählung 2020 eine Einwohnerzahl von 9521.

## Gründungsgeschichte
Louisville wurde 1834 von dem Deutschen Henry Lautzenheiser und dem französischen Hugenotten Henry Fainot gegründet, sie nannten den Ort zunächst nach Lautzenheisers Sohn Lewis Lewisville. Als 1837 die erste Postfiliale eröffnet wurde, stellte man fest, dass bereits ein Lewisville in Ohio existierte und änderte die Schreibweise daher in Louisville ab. 1872 besaß der Louisville etwa 800 Einwohner, 1894 wurde eine öffentliche Trinkwasserversorgung eingerichtet und 1910 folgte ein Abwassersystem.

## Constitution Town
Olga T. Weber, eine Bewohnerin von Louisville, begann 1952 mit einer Initiative die Verfassung der USA (US Constitution) mit einem speziellen Tag zu ehren. Zuerst schrieb sie bezüglich dieses Anliegens der Verwaltung von Louisville, deren Bürgermeister noch im selben Jahr den 17. September als Verfassungstag (Constitution Day) deklarierte. Es folgten Initiativen im Bundesstaat Ohio und dann auch nationaler Ebene. Im Frühjahr 1953 wurde dann in Ohio der 17. September als Verfassungstag eingeführt und im selben Jahr durch President Eisenhower vom 17.–23. November eine Verfassungswoche (National Constitution Week). 1957 beschloss die Gemeindeverwaltung sich den Beinamen Constitution Town zu geben und an den 4 Hauptzugängen zur Stadt Denkmäler anzulegen, die auf ihre Rolle bei der Entstehung des Constitution Day hinweisen.

## Söhne und Töchter der Stadt
- Pat Rebillot (* 1935), Musiker und Arrangeur
- Chandler Rice (* 1994), Softballspielerin
- Susanne Lee Jacobi (* 1989), Volleyballspielerin.